# The Extraordinary Seaman
Pour plus de détails, voir Fiche technique et Distribution.
The Extraordinary Seaman est un film américain réalisé par John Frankenheimer et sorti en 1969.

## Synopsis
Le capitaine de corvette britannique john Finchhaven est condamné par ses ancêtres à naviguer sur son bateau jusqu'à ce qu'il puisse venger l'honneur de sa famille en détruisant un bâtiment ennemi. Effectivement, au cours de la Première Guerre mondiale, le jeune Finchhaven est tombé de son navire et s'est noyé, alors qu'il lui était possible de couler un croiseur allemand. La débauche et l'excès d'alcool furent, à vrai dire, la cause de ses malheurs. 
Ivre de colère, son grand-père décida alors qu'il revivrait : ainsi, Finchhaven revient en vie tel un fantôme. Il va l'occasion de se racheter lors de la Seconde Guerre mondiale, lorsque des marins américains échouent sur l'île des Philippines qu'il hante. Il va les aider à attaquer un navire japonais, mais il s'agira en fait du navire où la paix est en train d'être signée. Il va donc rester un fantôme, en espérant qu'une nouvelle guerre, un jour.

## Fiche technique
- Titre original : The Extraordinary Seaman
- Réalisation : John Frankenheimer
- Scénario : Phillip Rock et Hal Dresner, d'après une histoire de Phillip Rock
- Direction artistique : George W. Davis, Edward Carfagno
- Décors : Henry Grace et Hugh Hunt
- Costumes : Frank Roberts
- Photographie : Lionel Lindon
- Son : Franklin Milton
- Montage : Fredric Steinkamp
- Musique : Maurice Jarre
- Production : Edward Lewis et John H. Cushingham

Producteur associé : Hal Dresner
- Sociétés de production : John Frankenheimer Productions et Edward Lewis Productions
- Société de distribution : Metro Goldwyn Mayer (États-Unis)
- Pays d'origine :  États-Unis
- Langue originale : anglais
- Format : couleur (Eastmancolor) / noir et blanc (images d'archive) — 35 mm — 2,35:1 (Panavision) — son monophonique
- Genre : comédie, fantastique, guerre
- Durée : 80 minutes
- Dates de sortie :
  - États-Unis : janvier 1969

## Distribution
- David Niven : le lieutenant-commandeur John Finchhaven
- Faye Dunaway : Jennifer Winslow
- Alan Alda : le lieutenant Morton Krim
- Mickey Rooney : le cuisinier de troisième classe C W. J. Oglethorpe
- Barry Kelley : l'amiral Barnswell
- Jack Carter (en) : canonnier Orville Toole
- Juano Hernandez : Ali Shar
- Manu Tupou (en) : le marin Lightfoot Star
- Jerry Fujikawa : l'amiral Shimagoshi
- Dick Wesson : le narrateur

Images d'archive
- Winston Churchill, Charles de Gaulle, Adolf Hitler, Douglas MacArthur, Benito Mussolini, Franklin D. Roosevelt, Joseph Staline, Hideki Tojo, Bess Truman
- Olivia de Havilland, Errol Flynn, Van Johnson, Dorothy Lamour, Vivien Leigh, Gregory Peck, Ann Sheridan, Robert Taylor

## Production
Le tournage a lieu au Mexique.

## Accueil
Dans une interview de 1975, John Frankenheimer considère que c'est son pire film et admet l'avoir fait uniquement pour payer son divorce